# پروانه بالاپوش‌دار
پروانه بالاپوش‌دار‎  (انگلیسی: Nymphalis antiopa) پروانه ای بزرگ و بومی اوراسیا و آمریکای شمالی است. پروانه نابالغ این گونه گاهی به نام حشره خاردار نارون نیز شناخته می‌شود.
این پرنده قدرتمند، گاهی اوقات در جریان مهاجرت، در مناطق دور از محدوده معمول زیستگاه خود یافت می‌شود. طول عمر این پروانه‌ها ۱۱ تا ۱۲ ماه است که یکی از طولانی‌ترین عمر پروانه‌ها است. این پروانه همچنین از سال ۲۰۰۱ حشره نماد ایالت مونتانا در ایالات متحده است.